# Onasimedes
Onasimedes (en llatí Onasimedes, en grec antic Ονασιμήδης) fou un escultor grec.
El seu origen i la seva època no s'han pogut determinar. Només se sap que va fer una estàtua de Dionís, de bronze massis, que Pausànias informa que va veure a la ciutat de Tebes a Beòcia. (Descripció de Grècia, IX, 12. § 3. a. 4).